# División de Honor de rugby 2007-08
La temporada 2007-08 de la División de Honor comenzó el 7 de octubre de 2007 y terminó el 6 de abril de 2008. Esta temporada fue la 41.ª edición de esta liga en la que participaron 10 equipos españoles. El calendario, que duró 6 meses, comprendió un total de 90 partidos, en el que cada equipo se enfrentó a los otros 9 en una liga a doble vuelta.

## Clasificación
| \| \| Clasificación División de Honor 2007-2008 \| |                                           |     |    |   |    |     |     |      |    |     |
| Pos                                                | Equipo                                    | Jug | V  | E | D  | PF  | PC  | +/-  | PB | Pts |
| 1                                                  | Cetransa El Salvador                      | 18  | 14 | 0 | 4  | 500 | 304 | 196  | 12 | 68  |
| 2                                                  | Cajasol Ciencias                          | 18  | 12 | 0 | 6  | 512 | 331 | 181  | 12 | 60  |
| 3                                                  | CRC Madrid                                | 18  | 12 | 0 | 6  | 479 | 422 | 57   | 10 | 58  |
| 4                                                  | VRAC Quesos Entrepinares                  | 18  | 9  | 0 | 9  | 358 | 389 | -31  | 10 | 46  |
| 5                                                  | Getxo Artea R.T.                          | 18  | 9  | 0 | 9  | 365 | 375 | -10  | 6  | 42  |
| 6                                                  | AMPO Ordizia R.E.                         | 18  | 8  | 0 | 10 | 339 | 424 | -85  | 7  | 39  |
| 7                                                  | Pégamo Bera Bera                          | 18  | 7  | 1 | 10 | 320 | 409 | -89  | 8  | 38  |
| 8                                                  | UE Santboiana                             | 18  | 8  | 0 | 10 | 343 | 357 | -14  | 5  | 37  |
| 9                                                  | Mercedes Benz España Alcobendas           | 18  | 7  | 0 | 11 | 384 | 458 | -74  | 7  | 35  |
| 10                                                 | Fútbol Club Barcelona¹                    | 18  | 3  | 1 | 14 | 342 | 473 | -131 | 9  | 19  |
|                                                    | Clasificación División de Honor 2007-2008 |     |    |   |    |     |     |      |    |     |

- (¹) -  Por resolución del Consejo Nacional de Disciplina Deportiva, el FC Barcelona cuenta con 2 puntos menos por alineación indebida en la 2ª jornada ante la UE Santboiana, al que se le otorgan 5 puntos en la clasificación general.
- (¹) -  Por resolución del Consejo Nacional de Disciplina Deportiva, el FC Barcelona cuenta con 2 puntos menos por alineación indebida en la 3ª jornada ante el Bera Bera R.T., al que se le otorga la victoria por 7-0 y 5 puntos en la clasificación general.

### Leyenda
- Pos = Posición
- Jug = Partidos Jugados
- V = Victoria (se obtienen 4 puntos)
- E = Empate (se obtienen 2 puntos)
- D = Derrota (se obtienen 0 puntos)
- PF = Puntos a Favor (Total de puntos conseguidos)
- PC = Puntos en Contra(Total de puntos encajados)
- +/- = Diferencia de Puntos (El total de puntos a favor menos puntos en contra)
- PB = Puntos Bonus
  - Los equipos pueden puntuar dos bonus adicionales cada partido de la jornada regular. Un punto bonus se puede ganar si cualquier equipo consigue cuatro ensayos o más en un partido, sin observar si gana, pierde o empata. Otro punto de bonus también se puede conseguir si al perder se pierde por un margen de 7 puntos o menos. Sólo un perdedor puede conseguir el máximo de 2 puntos bonus.
- Pts = Puntos totales

## Calendario y resultados

### Primera Jornada
| Fecha                | Hora  | Local                    | Resultado | Visitante                       | Estadio               |
| 7 de octubre de 2007 | 11:30 | Pegamo Bera Bera R.T.    | 16(b)-19  | Cajasol Ciencias                | Miniestadio de Anoeta |
| 7 de octubre de 2007 | 12:30 | U.E. Santboiana          | 13-23     | Centransa El Salvador           | Baldiri Aleu          |
| 7 de octubre de 2007 | 13:00 | VRAC Quesos Entrepinares | 9-3(b)    | Fútbol Club Barcelona           | Campos de Pepe Rojo   |
| 7 de octubre de 2007 | 12:00 | Getxo Artea R.T.         | 18-16(b)  | Mercedes Benz España Alcobendas | Fadura                |
| 7 de octubre de 2007 | 12:30 | CRC Madrid               | 51(b)-17  | AMPO Ordizia R.E.               | Valle de las Cañas    |

### Segunda Jornada
| Fecha                 | Hora  | Local                           | Resultado   | Visitante                | Estadio                  |
| 14 de octubre de 2007 | 12:30 | Cajasol Ciencias                | 26-21(b)    | CRC Madrid               | Estadio O. de La Cartuja |
| 14 de octubre de 2007 | 12:30 | Centransa El Salvador           | 41(b)-0     | Pegamo Bera Bera R.T.    | Campos de Pepe Rojo      |
| 14 de octubre de 2007 | 12:30 | Fútbol Club Barcelona           | 16-30       | U.E. Santboiana          | La Foixarda              |
| 14 de octubre de 2007 | 12:30 | Mercedes Benz España Alcobendas | 25(b)-31(b) | VRAC Quesos Entrepinares | Polideportivo municipal  |
| 13 de octubre de 2007 | 16:00 | AMPO Ordizia R.E.               | 22(b)-23    | Getxo Artea R.T.         | Fernando Trevijano       |

### Tercera Jornada
| Fecha                 | Hora  | Local                    | Resultado | Visitante                       | Estadio                  |
| 20 de octubre de 2007 | 16:00 | Cajasol Ciencias         | 17(b)-21  | Centransa El Salvador           | Estadio O. de La Cartuja |
| 21 de octubre de 2007 | 13:00 | Pegamo Bera Bera R.T.    | 7-0(b)    | Fútbol Club Barcelona           | Miniestadio de Anoeta    |
| 21 de octubre de 2007 | 12:30 | U.E. Santboiana          | 25-14     | Mercedes Benz España Alcobendas | Baldiri Aleu             |
| 21 de octubre de 2007 | 12:30 | VRAC Quesos Entrepinares | 33(b)-6   | AMPO Ordizia R.E.               | Campos de Pepe Rojo      |
| 21 de octubre de 2007 | 12:30 | CRC Madrid               | 29-24(b)  | Getxo Artea R.T.                | Valle de las Cañas       |

### Cuarta Jornada
| Fecha                 | Hora  | Local                           | Resultado | Visitante                | Estadio                 |
| 28 de octubre de 2007 | 12:30 | Centransa El Salvador           | 47(b)-21  | CRC Madrid               | Campos de Pepe Rojo     |
| 28 de octubre de 2007 | 13:00 | Fútbol Club Barcelona           | 19-42(b)  | Cajasol Ciencias         | La Foixarda             |
| 28 de octubre de 2007 | 12:30 | Mercedes Benz España Alcobendas | 44(b)-22  | Pegamo Bera Bera R.T.    | Polideportivo municipal |
| 28 de octubre de 2007 | 12:00 | AMPO Ordizia R.E.               | 30(b)-13  | U.E. Santboiana          | Fernando Trevijano      |
| 28 de octubre de 2007 | 12:30 | Getxo Artea R.T.                | 10-3(b)   | VRAC Quesos Entrepinares | Fadura                  |

### Quinta Jornada
| Fecha                   | Hora  | Local                 | Resultado      | Visitante                       | Estadio                  |
| 10 de noviembre de 2007 | 16:00 | U.E. Santboiana       | 20-16(b)       | Getxo Artea R.T.                | Baldiri Aleu             |
| 30 de octubre de 2007   | 12:30 | Centransa El Salvador | 30(b)-25(b)    | Fútbol Club Barcelona           | Campos de Pepe Rojo      |
| 11 de noviembre de 2007 | 11:30 | Cajasol Ciencias      | 41(b)-20       | Mercedes Benz España Alcobendas | Estadio O. de La Cartuja |
| 10 de noviembre de 2007 | 16:30 | Pegamo Bera Bera R.T. | 18-3           | AMPO Ordizia R.E.               | Miniestadio de Anoeta    |
| 11 de noviembre de 2007 | 12:30 | CRC Madrid            | 29(b)-26(b)(b) | VRAC Quesos Entrepinares        | Valle de las Cañas       |

### Sexta Jornada
| Fecha                   | Hora  | Local                           | Resultado      | Visitante             | Estadio                 |
| 18 de noviembre de 2007 | 12:00 | Fútbol Club Barcelona           | 27(b)(b)-32(b) | CRC Madrid            | La Foixarda             |
| 23 de noviembre de 2007 | 12:30 | Mercedes Benz España Alcobendas | 6-36(b)        | Centransa El Salvador | Polideportivo municipal |
| 18 de noviembre de 2007 | 12:00 | AMPO Ordizia R.E.               | 22-21(b)       | Cajasol Ciencias      | Fernando Trevijano      |
| 17 de noviembre de 2007 | 16:00 | Getxo Artea R.T.                | 24(b)-26       | Pegamo Bera Bera R.T. | Fadura                  |
| 18 de noviembre de 2007 | 12:30 | VRAC Quesos Entrepinares        | 28(b)-14       | U.E. Santboiana       | Campos de Pepe Rojo     |

### Séptima Jornada
| Fecha                   | Hora  | Local                 | Resultado | Visitante                       | Estadio                  |
| 25 de noviembre de 2007 | 12:30 | Fútbol Club Barcelona | 17-25     | Mercedes Benz España Alcobendas | La Foixarda              |
| 25 de noviembre de 2007 | 12:30 | Centransa El Salvador | 25(b)-3   | AMPO Ordizia R.E.               | Campos de Pepe Rojo      |
| 25 de noviembre de 2007 | 12:00 | Cajasol Ciencias      | 38(b)-25  | Getxo Artea R.T.                | Estadio O. de La Cartuja |
| 24 de noviembre de 2007 | 17:00 | Pegamo Bera Bera R.T. | 33(b)-25  | VRAC Quesos Entrepinares        | Miniestadio de Anoeta    |
| 25 de noviembre de 2007 | 12:30 | CRC Madrid            | 23-14     | U.E. Santboiana                 | Valle de las Cañas       |

### Octava Jornada
| Fecha                  | Hora  | Local                    | Resultado | Visitante                       | Estadio             |
| 2 de diciembre de 2007 | 12:30 | CRC Madrid               | 33(b)-25  | Mercedes Benz España Alcobendas | Valle de las Cañas  |
| 2 de diciembre de 2007 | 12:00 | AMPO Ordizia R.E.        | 26-11     | Fútbol Club Barcelona           | Fernando Trevijano  |
| 2 de diciembre de 2007 | 12:00 | Getxo Artea R.T.         | 8(b)-15   | Centransa El Salvador           | Fadura              |
| 2 de diciembre de 2007 | 12:30 | VRAC Quesos Entrepinares | 23-13     | Cajasol Ciencias                | Campos de Pepe Rojo |
| 2 de diciembre de 2007 | 12:30 | U.E. Santboiana          | 19-13(b)  | Pegamo Bera Bera R.T.           | Baldiri Aleu        |

### Novena Jornada
| Fecha                  | Hora  | Local                           | Resultado   | Visitante                | Estadio                  |
| 9 de diciembre de 2007 | 12:30 | Mercedes Benz España Alcobendas | 30-24(b)(b) | AMPO Ordizia R.E.        | Polideportivo municipal  |
| 9 de diciembre de 2007 | 12:30 | Fútbol Club Barcelona           | 14(b)-20    | Getxo Artea R.T.         | La Foixarda              |
| 6 de diciembre de 2007 | 12:30 | Centransa El Salvador           | 27(b)-11    | VRAC Quesos Entrepinares | Campos de Pepe Rojo      |
| 8 de diciembre de 2007 | 16:00 | Cajasol Ciencias                | 27(b)-15    | U.E. Santboiana          | Estadio O. de La Cartuja |
| 9 de diciembre de 2007 | 12:00 | Pegamo Bera Bera R.T.           | 11(b)-18    | CRC Madrid               | Miniestadio de Anoeta    |

### Décima Jornada
| Fecha               | Hora  | Local                           | Resultado      | Visitante                | Estadio                  |
| 13 de enero de 2008 | 12:30 | Cajasol Ciencias                | 25-15          | Pegamo Bera Bera R.T.    | Estadio O. de La Cartuja |
| 23 de marzo de 2008 | 12:30 | Centransa El Salvador           | 35(b)-19       | U.E. Santboiana          | Campos de Pepe Rojo      |
| 13 de enero de 2008 | 12:30 | Fútbol Club Barcelona           | 16-13(b)       | VRAC Quesos Entrepinares | La Foixarda              |
| 13 de enero de 2008 | 12:30 | Mercedes Benz España Alcobendas | 24(b)(b)-30(b) | Getxo Artea R.T.         | Polideportivo municipal  |
| 13 de enero de 2008 | 12:00 | AMPO Ordizia R.E.               | 18(b)-24       | CRC Madrid               | Fernando Trevijano       |

### Undécima Jornada
| Fecha               | Hora  | Local                    | Resultado | Visitante                       | Estadio               |
| 20 de enero de 2008 | 12:30 | CRC Madrid               | 29(b)-17  | Cajasol Ciencias                | Valle de las Cañas    |
| 20 de marzo de 2008 | 20:00 | Pegamo Bera Bera R.T.    | 18-28     | Centransa El Salvador           | Miniestadio de Anoeta |
| 20 de enero de 2008 | 12:30 | U.E. Santboiana          | 29-18     | Fútbol Club Barcelona           | Baldiri Aleu          |
| 20 de enero de 2008 | 12:30 | VRAC Quesos Entrepinares | 16-12(b)  | Mercedes Benz España Alcobendas | Campos de Pepe Rojo   |
| 20 de enero de 2008 | 12:00 | Getxo Artea R.T.         | 23-6      | AMPO Ordizia R.E.               | Fadura                |

### Duodécima Jornada
| Fecha               | Hora  | Local                           | Resultado | Visitante                | Estadio                 |
| 27 de enero de 2008 | 12:30 | Centransa El Salvador           | 14-7(b)   | Cajasol Ciencias         | Campos de Pepe Rojo     |
| 27 de enero de 2008 | 12:30 | Fútbol Club Barcelona           | 23-23     | Pegamo Bera Bera R.T.    | La Foixarda             |
| 27 de enero de 2008 | 12:30 | Mercedes Benz España Alcobendas | 19-15(b)  | U.E. Santboiana          | Polideportivo municipal |
| 27 de enero de 2008 | 12:00 | AMPO Ordizia R.E.               | 29-11     | VRAC Quesos Entrepinares | Fernando Trevijano      |
| 27 de enero de 2008 | 12:00 | Getxo Artea R.T.                | 19-13(b)  | CRC Madrid               | Fadura                  |

### Decimotercera Jornada
| Fecha                | Hora  | Local                    | Resultado   | Visitante                       | Estadio                  |
| 3 de febrero de 2008 | 12:30 | CRC Madrid               | 13-30       | Centransa El Salvador           | Valle de las Cañas       |
| 3 de febrero de 2008 | 12:30 | Cajasol Ciencias         | 65(b)-19    | Fútbol Club Barcelona           | Estadio O. de La Cartuja |
| 3 de febrero de 2008 | 12:00 | Pegamo Bera Bera R.T.    | 33(b)-21    | Mercedes Benz España Alcobendas | Miniestadio de Anoeta    |
| 3 de febrero de 2008 | 12:30 | U.E. Santboiana          | 31(b)-24(b) | AMPO Ordizia R.E.               | Baldiri Aleu             |
| 3 de febrero de 2008 | 12:30 | VRAC Quesos Entrepinares | 29(b)-25(b) | Getxo Artea R.T.                | Campos de Pepe Rojo      |

### Decimocuarta Jornada
| Fecha                 | Hora  | Local                           | Resultado | Visitante             | Estadio                 |
| 17 de febrero de 2008 | 12:30 | Fútbol Club Barcelona           | 41(b)-17  | Centransa El Salvador | La Foixarda             |
| 17 de febrero de 2008 | 11:30 | Mercedes Benz España Alcobendas | 21-14(b)  | Cajasol Ciencias      | Polideportivo municipal |
| 16 de febrero de 2008 | 16:30 | AMPO Ordizia R.E.               | 16-9(b)   | Pegamo Bera Bera R.T. | Fernando Trevijano      |
| 17 de febrero de 2008 | 12:00 | Getxo Artea R.T.                | 19-10     | U.E. Santboiana       | Fadura                  |
| 17 de febrero de 2008 | 12:30 | VRAC Quesos Entrepinares        | 13-38(b)  | CRC Madrid            | Campos de Pepe Rojo     |

### Decimoquinta Jornada
| Fecha              | Hora  | Local                 | Resultado   | Visitante                       | Estadio                  |
| 2 de marzo de 2008 | 13:00 | CRC Madrid            | 29(b)-27(b) | Fútbol Club Barcelona           | Valle de las Cañas       |
| 2 de marzo de 2008 | 12:30 | Centransa El Salvador | 33(b)-3     | Mercedes Benz España Alcobendas | Campos de Pepe Rojo      |
| 2 de marzo de 2008 | 12:30 | Cajasol Ciencias      | 50(b)-17    | AMPO Ordizia R.E.               | Estadio O. de La Cartuja |
| 1 de marzo de 2008 | 16:30 | Pegamo Bera Bera R.T. | 21-9        | Getxo Artea R.T.                | Miniestadio de Anoeta    |
| 2 de marzo de 2008 | 12:30 | U.E. Santboiana       | 29(b)-3     | VRAC Quesos Entrepinares        | Baldiri Aleu             |

### Decimosexta Jornada
| Fecha               | Hora  | Local                           | Resultado   | Visitante             | Estadio                 |
| 16 de marzo de 2008 | 12:30 | Mercedes Benz España Alcobendas | 33(b)-24(b) | Fútbol Club Barcelona | Polideportivo municipal |
| 16 de marzo de 2008 | 12:00 | AMPO Ordizia R.E.               | 24-20(b)    | Centransa El Salvador | Fernando Trevijano      |
| 15 de marzo de 2008 | 16:30 | Getxo Artea R.T.                | 20-32(b)    | Cajasol Ciencias      | Fadura                  |
| 16 de marzo de 2008 | 12:30 | VRAC Quesos Entrepinares        | 36(b)-7     | Pegamo Bera Bera R.T. | Campos de Pepe Rojo     |
| 16 de marzo de 2008 | 12:30 | U.E. Santboiana                 | 29(b)-10    | CRC Madrid            | Baldiri Aleu            |

### Decimoséptima Jornada
| Fecha               | Hora  | Local                           | Resultado   | Visitante                | Estadio                  |
| 30 de marzo de 2008 | 12:30 | Mercedes Benz España Alcobendas | 26-18       | CRC Madrid               | Polideportivo municipal  |
| 30 de marzo de 2008 | 12:30 | Fútbol Club Barcelona           | 11-24       | AMPO Ordizia R.E.        | La Foixarda              |
| 30 de marzo de 2008 | 12:30 | Centransa El Salvador           | 26(b)(b)-33 | Getxo Artea R.T.         | Campos de Pepe Rojo      |
| 30 de marzo de 2008 | 12:30 | Cajasol Ciencias                | 41(b)-6     | VRAC Quesos Entrepinares | Estadio O. de La Cartuja |
| 30 de marzo de 2008 | 12:00 | Pegamo Bera Bera R.T.           | 22-10       | U.E. Santboiana          | Miniestadio de Anoeta    |

### Decimoctava Jornada
| Fecha              | Hora  | Local                    | Resultado   | Visitante                       | Estadio             |
| 6 de abril de 2008 | 12:30 | AMPO Ordizia R.E.        | 28(b)-20    | Mercedes Benz España Alcobendas | Fernando Trevijano  |
| 6 de abril de 2008 | 12:00 | Getxo Artea R.T.         | 19-31(b)    | Fútbol Club Barcelona           | Fadura              |
| 5 de abril de 2008 | 17:30 | VRAC Quesos Entrepinares | 42(b)-32(b) | Centransa El Salvador           | Campos de Pepe Rojo |
| 5 de abril de 2008 | 16:30 | U.E. Santboiana          | 8-17        | Cajasol Ciencias                | Baldiri Aleu        |
| 6 de abril de 2008 | 12:30 | CRC Madrid               | 48(b)-26(b) | Pegamo Bera Bera R.T.           | Valle de las Cañas  |

## Estadísticas Jugadores

### Máximos Anotadores Ensayos
| 1  | César Sempere Padilla      | 15 | CRC Madrid            |
| 2  | Andrés Martínez Martín     | 14 | Fútbol Club Barcelona |
| 3  | Leonardo de Olivera Méndez | 10 | Cajasol Ciencias      |
| 4= | Sergio Souto Vidal         | 9  | Cetransa El Salvador  |
| 4= | Matías Tudela Perret       | 9  | CRC Madrid            |
| 6= | Martín Jeremías Palumbo    | 8  | Getxo Artea R.T.      |
| 6= | David Martín Cifuentes     | 8  | Getxo Artea R.T.      |
| 6= | Gonzalo Rodríguez          | 8  | UE Santboiana         |
| 9= | José María Bohórquez Gómez | 7  | Cajasol Ciencias      |
| 9= | Javier Canosa Schack       | 7  | CRC Madrid            |
| 9= | Corey Smith                | 7  | Cajasol Ciencias      |
| 9= | Carlos Tarraguel Dierte    | 7  | AMPO Ordizia R.E.     |

### Máximos Anotadores Puntos
| 1  | Martín Jeremías Palumbo    | 370 (8E, 36C, 74GC, 12GC) | Getxo Artea R.T.      |
| 2  | Douglas Sanft              | 183 (2E, 37C, 33GC)       | CRC Madrid            |
| 3  | Gorka Bueno Aramburu       | 132 (4E, 17C, 26GC)       | Pégamo Bera Bera      |
| 4  | Matías Zorro               | 122 (5E, 17C, 21GC)       | Fútbol Club Barcelona |
| 5  | Victor Marlet Jordana      | 95 (4E, 15C, 15GC)        | UE Santboiana         |
| 6  | César Sempere Padilla      | 91 (15E, 2C, 4GC)         | UE Santboiana         |
| 7  | Camille Riu                | 72 (4E, 14C, 6GC, 2DG)    | CRC Madrid            |
| 8  | Andrés Martínez Martín     | 70 (14E)                  | Fútbol Club Barcelona |
| 9  | Carles Badia Montilla      | 67 (11C, 12GC, 3DG)       | UE Santboiana         |
| 10 | Leonardo de Olivera Méndez | 50 (10E)                  | Cajasol Ciencias      |

- Leyenda:
  -  DG = Drop-Goals (Patada a botepronto)